# Galium filipes
Galium filipes là một loài thực vật có hoa trong họ Thiến thảo. Loài này được Rydb. mô tả khoa học đầu tiên năm 1917.